# Dalberg (Familienname)
Dalberg ist ein deutscher Familienname.

## Namensträger

### A
- Adolf von Dalberg (1678–1737), Fürstabt von Fulda
- Adolph Franz von Dalberg (1730–1794), adeliger Mörder
- Anna Margarete von Dalberg (1599–??), Stiftsdame
- Anna Sophia Maria Franziska von Dalberg (1675–1762), Stiftsdame
- Antonetta Franziska Maria von Dalberg, Stiftsdame in St. Maria im Kapitol in Köln, siehe Anna Margarete von Dalberg
- Apollonia von Dalberg († 1524), Äbtissin von Kloster Marienberg

### B
- Balthasar II. von Dalberg († 1605), kurmainzischer Oberamtmann in Miltenberg

### C
- Camilla Dalberg (1870–1968), deutschamerikanische Schauspielerin und Drehbuchautorin
- Carl Theodor von Dalberg (1744–1817), deutscher Kurfürst, Erzbischof und Staatsmann, Schriftsteller, siehe Karl Theodor von Dalberg

### D
- Damian Casimir von Dalberg (1675–1717), Generalwachtmeister der kaiserlichen Reichsarmee
- Dieter VI. von Dalberg (1468–1530), Kurpfälzischer Rat

### E
- Edward David Joseph Lyon-Dalberg-Acton (* 1949), britischer Adliger und Historiker, siehe Edward Acton

### F
- Franz Anton von Dalberg (1669–1725), deutscher Freiherr, Domherr und Generalmajor, siehe Festung Königshofen
- Franz Eckenbert II. von Dalberg (1674–1741), deutscher Freiherr
- Franz Heinrich von Dalberg (1716–1776), Burggraf von Friedberg, Statthalter von Worms, Amtmann von Oppenheim
- Friedrich (Frederick) Dalberg (1907–1988), südafrikanischer Opernsänger
- Friedrich VI. von Dalberg (1459–1506), deutscher Ritter, Bürgermeister von Oppenheim
- Friedrich X. von Dalberg (1863–1914), Adeliger
- Friedrich Ferdinand von Dalberg (1822–1908), Mitglied des österreichischen Herrenhauses
- Friedrich Karl Anton von Dalberg (1787–1817), Adeliger

### G
- Georg von Dalberg (1509–1561), Bürgermeister von Oppenheim
- Gottlob Amand von Dalberg (1739–1794), deutscher Geheimer Rat
- Guda von Dalberg († 1518), deutsche Priorin

### J
- Johann XX. von Dalberg (1455–1503), Bischof von Worms und Kanzler der Universität Heidelberg
- Johann XXV. von Dalberg (vor 1618–1670), kurmainzischer Rat und Oberamtmann
- Johann Friedrich Hugo von Dalberg (1760–1812), Domkapitular und Musiker
- Johann Friedrich Eckenbert von Dalberg (1668–1719), Richter am Reichshofrat in Wien
- Johannes Evangelist von Dalberg (1909–1940), Letzter der Familie von Dalberg
- John Emerich Edward Dalberg-Acton, 1. Baron Acton (1834–1902), britischer Historiker und Journalist
- John Lyon-Dalberg-Acton, 3. Baron Acton (1907–1989), britischer Peer

### K
- Karl Anton von Dalberg (1792–1859), Kämmerer und Gutsbesitzer
- Karl Heribert von Dalberg (1849–1920), Adeliger
- Karl Theodor von Dalberg (1744–1817), deutscher Kurfürst, Bischof, Erzbischof und Reichserzkanzler, Fürstbischof und Staatsmann in Regensburg
- Katharina von Dalberg, (vor 1467–1517), deutsche Adlige, siehe Katharina von Gemmingen

### M
- Maria Anna Josepha Franziska Sophia von Dalberg († 1798), Stiftsdame in St. Maria im Kapitol in Köln, siehe Anna Margarete von Dalberg
- Marie Louise von Dalberg (1813–1860), Adelige mit deutsch-französisch-englischem Hintergrund

### N
- Nancy Dalberg (1881–1949), dänische Komponistin

### P
- Philipp IV. von Dalberg (1490–1533), Bürgermeister von Oppenheim
- Philipp Franz Eberhard von Dalberg (1635–1693), Präsident des Reichskammergerichts, Domdekan in Worms, Rektor der Universität Heidelberg

### R
- Richard Lyon-Dalberg-Acton, 2. Baron Acton (1870–1924), britischer Peer und Diplomat
- Richard Lyon-Dalberg-Acton, 4. Baron Acton (1941–2010), britischer Peer und Politiker

### W
- Wolfgang III. Kämmerer von Worms, genannt von Dalberg (1426–1476), Hofmarschall des Kurfürsten Friedrich I. von der Pfalz und Gründer der Familie derer von Dalberg
- Wolfgang VI. von Dalberg (1473–1522), Burgmann und Amtmann in Oppenheim
- Wolfgang X. von Dalberg (1537–1601), Erzbischof und Kurfürst von Mainz
- Wolfgang Eberhard I. von Dalberg (1614–1676), Hofmarschall und Rat des Bischofs von Speyer sowie Oberamtmann
- Wolfgang Eberhard II. von Dalberg (1679–1737), Mitglied der freiherrlichen Familie von Dalberg und Gründer der Linie Dalberg-Herrnsheim
- Wolfgang Friedrich I. von Dalberg (1565–1621), Mitglied der reichsritterschaftlichen Familie von Dalberg und Grundherr
- Wolfgang Hartmann von Dalberg (1605–1654), deutscher Freiherr, kurmainzischer Rat und Oberamtmann
- Wolfgang Heribert von Dalberg (1750–1806), Staatsbeamter in der Kurpfalz und im Großherzogtum Baden sowie Intendant des Nationaltheaters in Mannheim